# Des Moines Open 1973
Il Des Moines Open 1973 è stato un torneo di tennis giocato sul sintetico indoor. È stata la 3ª edizione del torneo, che faceva parte del Commercial Union Assurance Grand Prix 1973. Si è giocato a Des Moines negli Stati Uniti, dal 29 gennaio al 1º febbraio 1973.

## Campioni

### Singolare
Clark Graebner ha battuto in finale  Nicholas Kalogeropoulos con il punteggio di 7–5, 4–6, 6–4.

### Doppio
Jiří Hřebec /  Jan Kukal hanno battuto in finale  Juan Gisbert /  Ion Țiriac con il punteggio di 4–6, 7–6, 6–1.